# Квадратное пирамидальное число
Квадра́тное пирамида́льное число́ (часто называемое просто пирамида́льным число́м) — пространственное фигурное число, представляющее пирамиду, с квадратным основанием. Квадратные пирамидальные числа также выражают количество квадратов со сторонами, параллельными осям координат, в решётке из N × N точек.
Начало последовательности:
1, 5, 14, 30, 55, 91, 140, 204, 285, 385, 506, 650, 819, 1015, 1240, 1496, 1785, 2109, 2470, 2870, … (последовательность A000330 в OEIS).

## Формула
Общая формула для {\displaystyle n}-го по порядку квадратного пирамидального числа:
{\displaystyle P_{n}=\sum _{k=1}^{n}k^{2}={\frac {n(n+1)(2n+1)}{6}}={\frac {2n^{3}+3n^{2}+n}{6}}.}
Это частный случай формулы Фаулхабера, которую несложно доказать по индукции. Впервые равносильная формула была приведена в «Книге абака» Фибоначчи (XIII век).
В современной математике формализация фигурных чисел происходит с помощью многочленов Эрара.
Многочлен Эрара L(P,t) многогранника P — многочлен, который подсчитывает количество целых точек в копии многогранника P, который увеличивается путём умножения всех его координат на число t.
Многочлен Эрара пирамиды, основанием которой является квадрат со стороной 1 с целыми координатами, а вершина которой находится на высоте 1 над основанием, вычисляется по формуле:
(t + 1)(t + 2)(2t + 3)/6 = Pt + 1.

## Производящая функция
Производящая функция для квадратных пирамидальных чисел имеет вид:
{\displaystyle \mathbf {1} x+\mathbf {5} x^{2}+\mathbf {14} x^{3}+\mathbf {30} x^{4}+\mathbf {55} x^{5}+\ldots ={\frac {x(x+1)}{(x-1)^{4}}}.}

## Связь с другими фигурными числами
Квадратные пирамидальные числа могут быть также выражены в виде суммы биномиальных коэффициентов:
{\displaystyle P_{n}={\binom {n+2}{3}}+{\binom {n+1}{3}}.}
Биномиальные коэффициенты, возникающие в этом представленном выражении, — это тетраэдральные числа. Эта формула выражает квадратные пирамидальные числа в виде суммы двух чисел, так же как любое квадратное число является суммой двух последовательных треугольных чисел. В этой сумме, одно из двух тетраэдрических чисел считает количество шаров в сложенной пирамиде, которые расположены выше или по одну сторону от диагонали квадратного основания пирамиды; а второе — расположенных по другую сторону диагонали. Квадратные пирамидальные числа также связаны с тетраэдральными следующим образом:
{\displaystyle P_{n}={\frac {1}{4}}{\binom {2n+2}{3}}.}
Сумма двух последовательных квадратных пирамидальных чисел является октаэдрическим числом.
Проблема нахождения квадратных пирамидальных чисел, являющихся одновременно квадратными числами, известна как задача об укладке пушечных ядер и была  сформулирована Люка (1875).